# Darius Songaila
Darius Songaila (Kapsukas, 14 de febrero de 1978) es un exjugador y entrenador de baloncesto lituano. Con 2.06 metros de estatura, jugaba en el puesto de pívot. Actualmente forma parte del cuerpo técnico de San Antonio Spurs.

## Trayectoria deportiva

### Universidad
Songalila llegó a los Estados Unidos en su época de instituto. Posteriormente, jugó en la Universidad de Wake Forest durante 4 temporadas, promediando 14,3 puntos y 6,3 rebotes por partido.

### Profesional

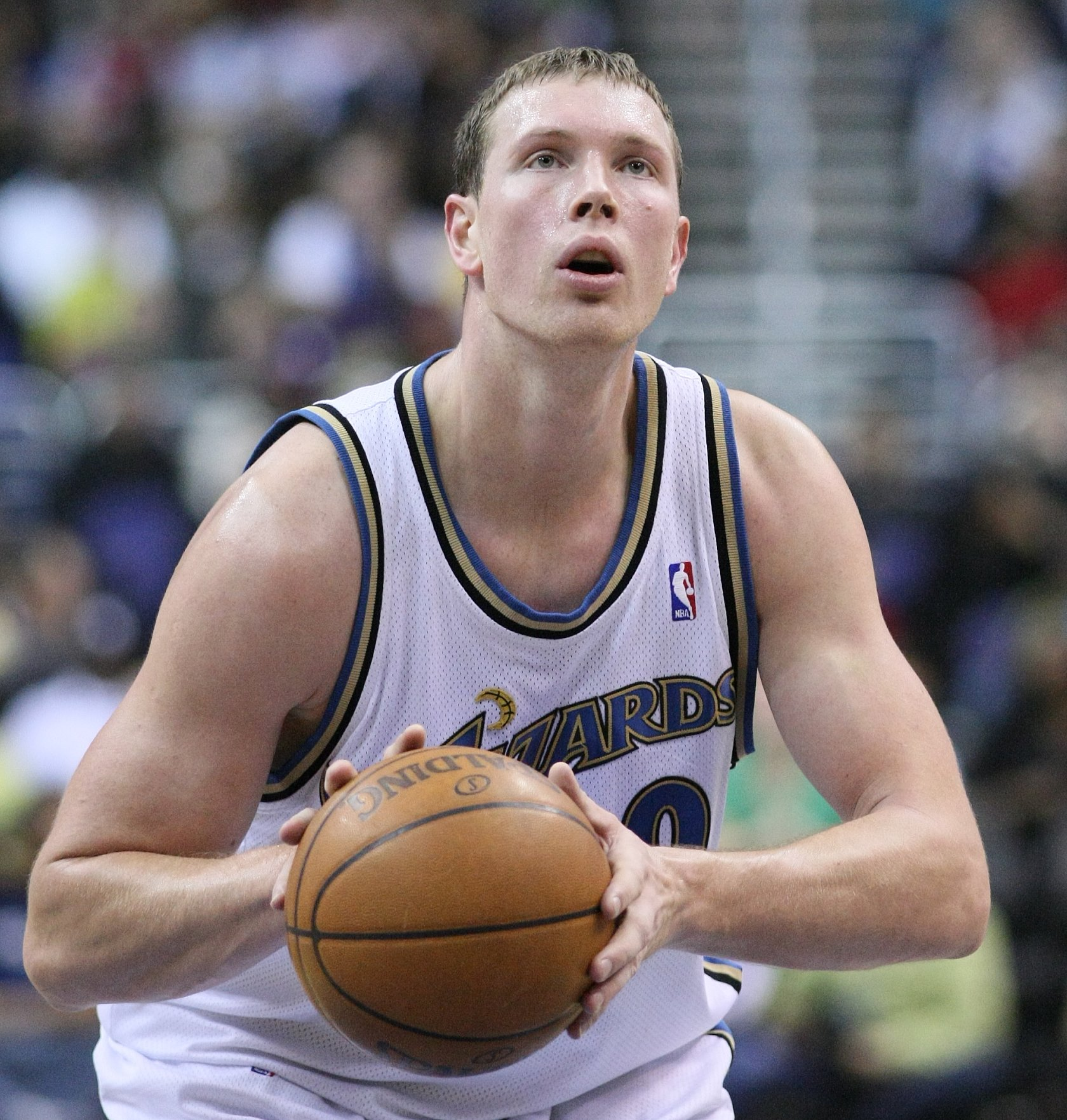
Darius Songaila con Wizards en 2008.

Fue elegido en el puesto 50, en la segunda ronda del Draft de la NBA de 2002 por los Boston Celtics. al verse sin hueco en el equipo, regresó a Europa, jugando un año en el CSKA Moscú, equipo con el que fue campeón en Rusia y disputó una Final Four de la Euroliga. En 2003 regresa a Norteamérica, fichando por los Sacramento Kings, equipo que se había hecho con sus derechos. Allí juega durante 2 temporadas, promediando 6 puntos y 3,6 rebotes por partido.
En 2005 ficha como agente libre por los Chicago Bulls, destacando sobre todo en el aspecto defensivo, hasta que una lesión en la rodilla le hace perderse la parte final de la temporada. En julio de 2006 firma un contrato por 5 años y 26 millones de dólares con los Washington Wizards, pero una hernia discal le hace perderse media temporada.
El 23 de junio de 2009, Songaila fue traspasado a Minnesota Timberwolves junto con Oleksiy Pecherov, Etan Thomas y una primera ronda de draft a cambio de Randy Foye y Mike Miller.
El 9 de septiembre de 2009 fue traspasado a New Orleans Hornets junto con Bobby Brown a cambio de Antonio Daniels y una elección de segunda ronda de draft de 2014.
La  temporada 2011/12 la inició con Galatasaray, disputando Euroliga y Liga Turca (TBL) promediando 7,9 puntos y 2,8 rebotes y 7,4 tantos y 2,8 rechaces, llegando a un acuerdo para rescindir su contrato en enero de 2012. 
En marzo de 2012 el interior lituano ex NBA recala en el CB Valladolid para ayudar al equipo a permanecer una temporada más en la liga Endesa.

### Entrenador
[actualizar]

## Estadísticas de su carrera en la NBA

### Temporada regular
| Año     | Equipo       | PJ  | PT | MPP  | %TC  | %3P  | %TL  | RPP | APP | ROB | TPP | PPP |
| ------- | ------------ | --- | -- | ---- | ---- | ---- | ---- | --- | --- | --- | --- | --- |
| 2003–04 | Sacramento   | 73  | 7  | 13.4 | .487 | .000 | .807 | 3.1 | .7  | .6  | .2  | 4.6 |
| 2004–05 | Sacramento   | 81  | 21 | 20.6 | .527 | .000 | .847 | 4.2 | 1.4 | .6  | .2  | 7.5 |
| 2005–06 | Chicago      | 62  | 7  | 21.4 | .481 | .400 | .817 | 4.0 | 1.4 | .6  | .3  | 9.2 |
| 2006–07 | Washington   | 37  | 1  | 18.9 | .524 | .000 | .852 | 3.6 | 1.0 | .5  | .3  | 7.6 |
| 2007–08 | Washington   | 80  | 13 | 19.4 | .458 | .000 | .918 | 3.4 | 1.7 | .7  | .2  | 6.2 |
| 2008–09 | Washington   | 77  | 29 | 19.8 | .532 | .000 | .889 | 2.9 | 1.2 | .8  | .3  | 7.4 |
| 2009–10 | New Orleans  | 75  | 1  | 18.8 | .494 | .167 | .811 | 3.1 | .9  | .8  | .2  | 7.2 |
| 2010–11 | Philadelphia | 10  | 0  | 7.1  | .467 | .0   | .500 | 1.0 | 0.2 | .0  | .0  | 1.6 |
| Total   | Total        | 495 | 79 | 18.6 | .499 | .158 | .844 | 3.4 | 1.2 | .6  | .2  | 6.9 |

### Playoffs
| Año     | Equipo     | PJ | PT | MPP  | %TC  | %3P  | %TL   | RPP | APP | ROB | TPP | PPP  |
| ------- | ---------- | -- | -- | ---- | ---- | ---- | ----- | --- | --- | --- | --- | ---- |
| 2003–04 | Sacramento | 7  | 0  | 12.1 | .625 | .000 | 1.000 | 1.9 | .3  | .0  | .1  | 3.7  |
| 2004–05 | Sacramento | 5  | 0  | 15.0 | .421 | .000 | .800  | 2.8 | .6  | .4  | .2  | 4.0  |
| 2006–07 | Washington | 4  | 0  | 22.5 | .488 | .000 | 1.000 | 3.3 | 1.0 | .8  | .0  | 10.8 |
| 2007–08 | Washington | 5  | 0  | 15.4 | .421 | .000 | .867  | 2.6 | .8  | .2  | .0  | 5.8  |
| Total   | Total      | 21 | 0  | 15.6 | .484 | .000 | .897  | 2.5 | .6  | .3  | .1  | 5.6  |

## Selección nacional
Ha sido pieza clave en los últimos años en la selección de baloncesto de Lituania, con la que consiguió el oro en 2003 en el Eurobasket de Suecia. Previamente, había ganado la medalla de bronce en las Olimpiadas de Sídney 2000, consiguió el bronce en el Eurobasket 2007 de España (11,2 puntos y 4,8 rebotes) y promedió 8,4 puntos y 3 rebotes en el Eurobasket 2011 de Lituania.